# Abdón Vílchez Melo
Abdón Amador Vílchez Melo (Tomas, Lima, 30 de julio de 1943 - La Victoria, Lima, 23 de mayo del 2012) fue un docente, catedrático y político peruano. Fue miembro del Partido Aprista Peruano, en la cual se desempeñó como dirigente de la región Junín y fue elegido como diputado en el periodo 1985-1990.

## Biografía
Abdón Vílchez nació el 30 de julio del año 1943 en la ciudad de Tomas, ubicado en la provincia de Yauyos del departamento de Lima en Perú. Fue padre de Nidia Vílchez, excongresista aprista y exministra del segundo gobierno de Alan García.
Fue docente de la Escuela Superior Pedagógica de Tarma, administrador General de la Sociedad Agrícola de Interés Social, SAIS "Ramón Castilla" Ltda. Nº 8 y catedrático de la Universidad Nacional del Centro del Perú, de la Facultad de Zootecnia.
Desde muy joven incursionó en el ámbito político al afiliarse al Partido Aprista Peruano, partido político de Víctor Raúl Haya de la Torre. Abdón Vílchez fue discípulo de Ramiro Prialé, histórico dirigente aprista, y logró salir elegido tres veces secretario general del Comité Ejecutivo Regional de Junín.
En las elecciones del año 1985, Abdón Vílchez fue elegido diputado aprista por la región Junín para el periodo parlamentario 1985-1990, durante el primer gobierno de Alan García.
En el año 1989, Vílchez fue elegido como segundo secretario de la Mesa Directiva de la Cámara de Diputados presidido por Fernando León de Vivero y luego por Luis Alvarado Contreras.

## Fallecimiento
El 23 de mayo del año 2012, Abdón Vílchez falleció a los 69 años en el Hospital Nacional Guillermo Almenara, en el distrito de La Victoria en Lima.